# خلیل ارگون
خلیل ابراهیم اَرگون (زادهٔ ۸ سپتامبر ۱۹۴۶ میلادی) نویسنده و بازیگر تئاتر، سینما و تلویزیون ترکیه است. او بیش‌تر با نقش علی‌رضا خان در سریال برگ‌ریزان شناخته می‌شود.

## زندگی‌نامه
اَرگون در شهر ایزنیک از استان بورسا زاده شد و دوران ابتدایی و راهنمایی را در همان‌جا گذراند. پس فارغ‌التحصیلی از دبیرستان پرتونیال حیدر پاشا، وارد رشتهٔ علوم سیاسی در دانشگاه آنکارا شد.
او بازی در تئاتر را از بورسا آغاز کرده بود اما در سال ۱۹۷۴ با بازی در فیلمی به کارگردانی ییلماز گونی وارد سینما شد.
خلیل اَرگون تاکنون در فیلم‌های بسیاری به ایفای نقش پرداخته‌است که ازجملهٔ آن‌ها می‌توان به معدن، کومه، حمام و قلب زمان اشاره کرد. به این ترتیب شمار فیلم‌ها و تئاترهای او به بیش از ۸۰ مورد می‌رسد.
در سال ۲۰۰۶ بازی در نقش اصلی سریال برگ‌ریزان (بر پایهٔ رمانی به همین نام) را برعهده گرفت که تا سال ۲۰۱۰ به طول انجامید و مورد استقبال زیادی قرار گرفت. او در این سریال ایفاگر نقش علی‌رضا خان، پدر خانواده و محور داستان بود.
اَرگون چندین بار موفق به دریافت جایزهٔ بهترین بازیگر از جشنواره‌های گوناگون مانند پرتقال طلایی در سال ۱۹۹۵ برای فیلم حشره، گوی طلایی ۱۹۹۵ برای فیلم حشره و ۱۹۹۶ برای فیلم شمع معطر زنان شده‌است. هم چنین در سال ۲۰۰۷ در جشنوارهٔ پرتغال طلایی به پاس یک عمر فعالیت هنری از وی تجلیل شد.

## آثار

### فیلم‌ها
- مانع (۱۹۷۵)
- سلام (۱۹۷۶)
- معدن (۱۹۷۸)
- کومه (۱۹۷۹) فیلم تلویزیونی
- مسافران (۱۹۷۹)
- داستان عشق شکست‌خورده (۱۹۸۱)
- جاده (۱۹۸۲)
- کت و شلوار (۱۹۸۳)
- طلوع خورشید (۱۹۸۴)
- طوفان پرستو (۱۹۸۵)
- نگهبان (۱۹۸۵)
- گولوشا (۱۹۸۵)
- ۷۲ بخش (۱۹۸۷)
- کاتیرچیلر (۱۹۸۷)
- انجام فیلم (۱۹۸۹)
- کوهیلان گردن شکسته (۱۹۹۰)
- تاریکی در روز (۱۹۹۰)
- ازدواج (۱۹۹۰)
- آن سوی آب (۱۹۹۱)
- آموزش روح و زامبی (۱۹۹۱)
- مم یوژین (۱۹۹۱)
- مصالحه (۱۹۹۲)
- دوستت دارم روزا (۱۹۹۲)
- ازدواج - دی حیرت (۱۹۹۳)
- مسافر (۱۹۹۴)
- حشره (۱۹۹۵)
- شمع معطر زنان (۱۹۹۶)
- هالیوود قاچاقی (۱۹۹۷)
- حمام (۱۹۹۷)
- زخم (۱۹۹۸)
- گنجی که از آسمان افتاد (۱۹۹۹)
- صندلی شهرت (۲۰۰۱)
- سقوط عبدالحمید (۲۰۰۳)
- قلب زمان (۲۰۰۴)
- جاده / اگر باد مخالف بوزد (۲۰۰۵)
- می‌خواهم بیش‌تر بمانم (۲۰۰۷)
- مهاجر (۲۰۰۷)
- نور سرخ (۲۰۰۸)
- نادیده (۲۰۱۰)

### مجموعه‌های تلویزیونی
- آقا کوچک (۱۹۸۳)
- خانهٔ پدری (۱۹۹۷–۲۰۰۱)
- غنیمت صورتی (۲۰۰۲)
- دروغ بزرگ (۲۰۰۴)
- برگ‌ریزان (۲۰۰۶–۲۰۱۰)
- روز شام (۲۰۱۱)

### نویسنده
- سلام (۱۹۷۶)
- طوفان پرستو (۱۹۸۵)

## جوایز
- ۱۹۹۰ جشنواره بین‌المللی فیلم آنکارا، بهترین بازیگر نقش مکمل مرد برای فیلم «انجام فیلم»
- ۱۹۹۵ جشنواره بین‌المللی فیلم گوی طلایی آدانا، بهترین بازیگر مرد برای فیلم «حشره»
- ۱۹۹۵ جشنواره بین‌المللی فیلم پرتقال طلایی آنتالیا، بهترین بازیگر مرد برای فیلم «حشره»
- ۱۹۹۶ جایزه انجمن نویسندگان سینمایی ترکیه، بهترین بازیگر مرد برای فیلم «حشره»
- ۱۹۹۷ جایزه جامعه بازیگران معاصر، بهترین بازیگر مرد برای فیلم «شمع معطر زنان»
- ۱۹۹۷ جایزهٔ اورهان مراد آری‌برنا، بهترین بازیگر مرد برای فیلم «شمع معطر زنان»
- ۲۰۰۷ جشنواره بین‌المللی فیلم پرتقال طلایی آنتالیا، یک عمر دستاورد هنری